# Ловеч
Ловеч (старински Ловец, Ловац, Ловца) је град у средишњем делу Бугарске. Град је управно средиште истоимене области.

## Географија
Град Ловеч се налази у средишњем делу Бугарске. Од престонице Софије Ловеч је удаљен 150 km.
Област Ловеча налази се у северној подгорини планине Балкан. Град се развио на реци Осам (буг. Осъм), која на месту града излази из клисуре у долину. Дуж реке се пружа пут којим се прелази преко планине Балкан јужно у Тракију, па се град развио уз овај пут и одувек је био његов „чувар“.
Клима у граду је континентална.

## Историја
Ловеч је један од најстаријих бугарских градова. Први становници Ловеча живели су ту још у 4. веку п. н. е. Године 1187. нашао се у саставу Бугарске, пошто је Византија признала ту земљу. Током 17. века Ловеч је убрзано почео да се развија. Отворено је пуно занатлијских радњи, па је почела да цвета трговина. Ловечки трговци су своју робу извозили у Беч, Букурешт, Солун, Цариград и друге веће градове. Године 1874. Коло Фичето је изградио покривени мост, јединствен на Балкану. Тај мост на реци Осам је и данас симбол Ловеча.
Ловеч је ослобођен је 22. августа 1877, а већ следеће године град је припао новооснованој држави Бугарској.

## Становништво
По проценама из 2007. Ловеч је имао око 42.000 становника. Већина градског становништва су етнички Бугари. Остатак су малобројни Роми. Последњих 20-ак година град је губио становништво због удаљености од главних токова развоја у земљи. Оживљавање привреде требало би да заустави негативни демографски тренд.
Претежна вероисповест становништва је православна.

## Партнерски градови
- Ерфурт
- Рјазањ
- Берат
- Лотошино
- Сиктивкар
- Лавал
- Изјаслав
- Ваљадолид